# Port lotniczy Åre/Östersund
Port lotniczy Åre/Östersund – port lotniczy położony 11 km na zachód od Östersund i 94 km na wschód od Åre, w Szwecji. W 2005 obsłużył 390 tys. pasażerów.

## Linie lotnicze i połączenia
| Linia lotnicza               | Kierunek                                     |
| ---------------------------- | -------------------------------------------- |
| Braathens Regional Airlines  | 1. Sztokholm-Bromma                          |
| Croatia Airlines             | Sezonowe czartery: 1. Split                  |
| Jonair                       | 1. Umeå                                      |
| Norwegian Air Shuttle        | Sezonowo: 1. Sztokholm-Arlanda               |
| Scandinavian Airlines System | 1. Sztokholm-Arlanda Sezonowo: 1. Kopenhaga  |
| Transavia.com                | Sezonowe czartery: 1. Amsterdam 2. Groningen |